# Vauxhall Motors
Vauxhall [ˈvɒksɔːl] ist eine englische Automarke und ein Tochterunternehmen von Opel.
Vauxhall wurde 1857 in London als Maschinenfabrik gegründet und produziert seit 1903 Automobile. Die Marke gehörte von 1925 bis 2017 zur General Motors Company, bevor sie 2017 mit Opel an den französischen Automobilkonzern PSA veräußert wurde. Durch die Fusion von PSA und FCA im Jahr 2021 wurde Vauxhall eine der Marken im neu entstandenen Mutterkonzern Stellantis.

## Geschichte
1857 wurde die Alex Wilson & Company (Steam Engineers) in London gegründet, ab 1894 firmierte sie in Vauxhall Iron Works um (nach dem Londoner Stadtviertel Vauxhall, in dem sie ansässig war). Der Umzug nach Luton in Bedfordshire erfolgte 1905. 1903 entstand das erste Vauxhall-Fahrzeug, ein leichter Runabout mit einem 5-PS-Einzylindermotor. Die Lenkung wurde mit einer Steuerpinne bedient („Kuhschwanzlenkung“). 40 Exemplare wurden von diesem Fahrzeug verkauft, bevor der Wagen durch die Modellserien 9, 12 und 14 HP ersetzt wurde. Diese Modelle waren bereits mit der für Vauxhall charakteristischen bogenförmigen Sicke auf der Motorhaube ausgestattet.
Der Aufstieg von Vauxhall begann mit der fortschrittlichen Konstruktion eines 3-Liter-Vierzylindermotors durch den jungen Konstrukteur Laurence H. Pomeroy. Mit diesem Motor entstand einer der berühmtesten britischen Sportwagen der 1920er-Jahre, der 30/98 HP. Dieser Wagen erhielt nach dem guten Abschneiden bei der großen deutschen „Prinz-Heinrich-Fahrt“ (30/98 HP Type C) im Jahr 1910 die Zusatzbezeichnung „Prinz Heinrich“.
Für sportlich ambitionierte und wohlhabende „Herrenfahrer“ war ein Vauxhall in Großbritannien die erste Wahl. Erfolge bei Langstreckentrials und Rekordfahrten sowie Grand-Prix-Teilnahmen festigten das sportliche Image der Marke. In den 1920er-Jahren warb Vauxhall mit The Car Superexcellent. Fahrzeuge von Vauxhall standen mit denen von Herstellern wie Daimler-Benz, Alfa Romeo und Delage auf einer Stufe. Durch technische Verbesserungen konnte die Leistung des 30/98 in der OE-Version bis auf 120 PS gesteigert werden. Der 30/98 HP wurde von 1911 bis zum Ausbruch des Ersten Weltkrieges produziert. Während des Krieges wurde ein 25-HP-Tourer gebaut, der nach den Anforderungen des Militärs konzipiert war.
Trotz der geringen Verkäufe nach dem Ersten Weltkrieg baute Vauxhall weiterhin auf Sportversionen der Basismodelle. Vauxhall war nie in der Lage, hohe Stückzahlen zu produzieren. Langfristig führte die schlechte finanzielle Situation 1925 zu einer Übernahme durch den amerikanischen Konzern General Motors. Die rückläufigen Verkäufe bedingten 1927 das Produktionsende des „Prince-Henry“-Wagens und damit des wichtigsten Vertreters der ursprünglichen Marke Vauxhall.
Der vom amerikanischen Management ungeliebte großvolumige Vierzylindermotor wurde 1928 durch einen Sechszylindermotor ersetzt. Diesem Motor mit der Bezeichnung R-Type 20/60 HP ist die Herkunft unschwer anzusehen, es ist ein Vertreter des amerikanischen „Big Six“-Motorenbaus. In den 1930er-Jahren konzentrierte sich Vauxhall auf den Bereich kleinerer Wagen. 1930 mit dem 17-HP-Cadet und dem A-Type 1934. Der Typ 10 HP von 1938 war das erste britische Massenfahrzeug mit einer selbsttragenden Karosserie.
Nach dem Zweiten Weltkrieg wurde der Fahrzeugbau mit den Typen 10, 12 und 14 HP fortgesetzt. Diese wurden 1948 durch die Wyvern- und Velox-Modelle ersetzt. Beide hatten den gleichen Fahrzeugaufbau, der Wyvern hatte die 12-HP-Maschine und der Velox einen neuen 2,3-Liter-Sechszylindermotor. 1957 ersetzte das Modell Victor den Wyvern mit einer im amerikanischen Stil gestalteten Karosserie.
Die Produktion von Vauxhall war über viele Jahrzehnte eigenständig, bis das GM-Mutterhaus die Fertigung umstrukturierte. Eine eigene Entwicklungsabteilung betreibt Vauxhall seit Mitte der 1970er-Jahre nicht mehr, vielmehr übernahm man im Wesentlichen die Modellpalette von Opel. Beim so genannten Badge-Engineering werden jedoch die Fahrzeuge mit eigenem Logo und zum Teil eigener Modellnomenklatur vertrieben. Fahrzeuge mit dem Namen Vauxhall werden inzwischen nur noch in Großbritannien und Nordirland vertrieben, während sie dort als Opel seit Ende der 1970er-Jahre nicht mehr angeboten werden. Auch stilistisch ging Vauxhall seit den späten 1970er-Jahren keine eigenständigen Wege mehr. Hatte Vauxhall die Opel-Modelle für die eigenen Märkte anfänglich noch in Details – insbesondere im Bereich der Frontpartien – verfremdet, gab es wenig später keine äußeren Abweichungen mehr. Vauxhall brachte nur noch wenige Designstudien heraus. Der Equus von 1978 war für mehr als zwei Jahrzehnte Vauxhalls letztes Show Car. 
Einige der Modelle werden in England produziert (z. B. Astra und Vectra). Zahlreiche Vauxhall-Modelle wurden aber in den Opel-Werken in Antwerpen, Bochum, Rüsselsheim und Eisenach hergestellt. Einen Sonderfall stellte der Monaro VXR dar, der von Holden (Australien, gehörte ebenfalls zu GM, wurde 2020 eingestellt) als europäisierte Variante des Holden Monaro produziert und zwischen 2001 und 2006 in England – vor allem aus Imagegründen – als Vauxhall Monaro verkauft wurde.  Von 2007 bis höchstens 2017 wurde der Vauxhall VXR8 angeboten, der ebenfalls aus Australien kam und dort als Holden HSV Clubsport R8 vermarktet wurde. Dieses Fahrzeug war vom Holden Commodore abgeleitet, wurde aber mit einem V8-Motor ausgestattet, der aus 6 Litern Hubraum 420 PS schöpft.
Zu Vauxhall gehörte ferner der Nutzfahrzeughersteller Bedford. Die Transporter und Lieferwagen wurden unter der Marke Bedford verkauft. Das Werk in Luton gehörte zwischenzeitlich zu IBC Vehicles, einem  Joint-Venture mit Isuzu, danach direkt zu GM und ist seit der Schließung von GM Europe in Zürich das Vauxhall Motors - Werk Luton, in dem heute der Vauxhall Vivaro gebaut wird, das Werk in Ellesmere Port sollte nach der Schließung des Opel-Werkes in Bochum 2014 die Astra-Produktion komplett übernehmen.
2009 gab es Überlegungen, Vauxhall und Opel als eigenständige europäische Gesellschaft zu führen, an der General Motors nur noch eine Minderheitsbeteiligung gehalten hätte, GM entschied sich jedoch dagegen. Nach der Auflösung von GM Europe Zürich 2010 wurde Vauxhall jedoch aus Rüsselsheim am Main geführt.
2017 erklärte GM die Absicht, Vauxhall Motors gemeinsam mit der ebenfalls noch zu General Motors gehörenden Opel an Groupe PSA zu verkaufen. Am 1. August 2017 unterzeichnete PSA den Kaufvertrag mit General Motors und übernahm die Opel Automobile GmbH für 2,2 Milliarden Euro, damit entstand der zweitgrößte Automobilkonzern in Europa.
2018 übernahm Stephen Norman nach dem Abgang von Rory Harvey die Leitung von Vertrieb und Marketing von Vauxhall und Opel Irland. Normans Nachfolger wurde 2022 Florian Hüettl für Opel Deutschland; James Taylor ersetzte Paul Willcox als Geschäftsführer von Vauxhall und Opel Ireland.

## Modelle

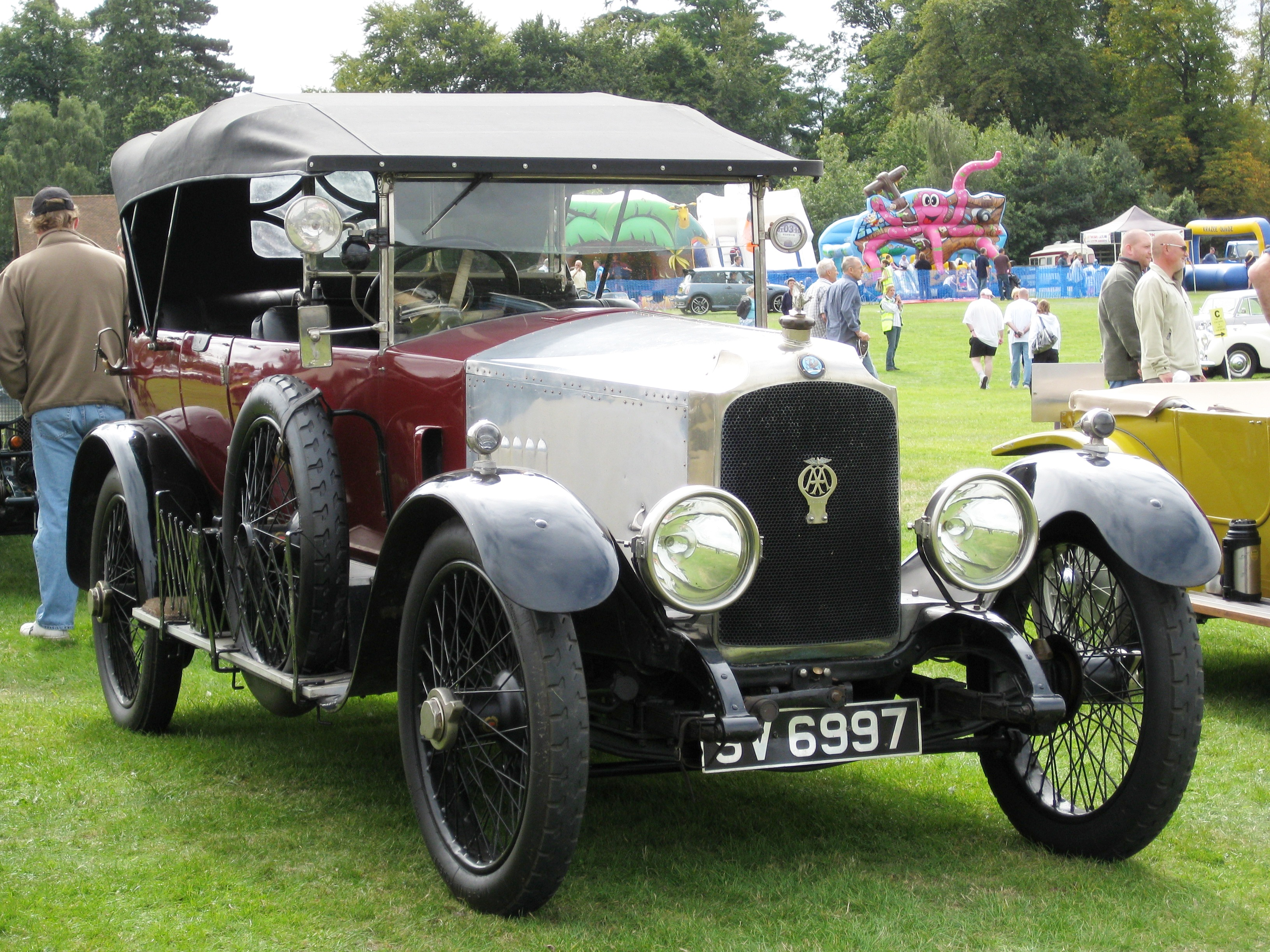
Vauxhall D (1922)

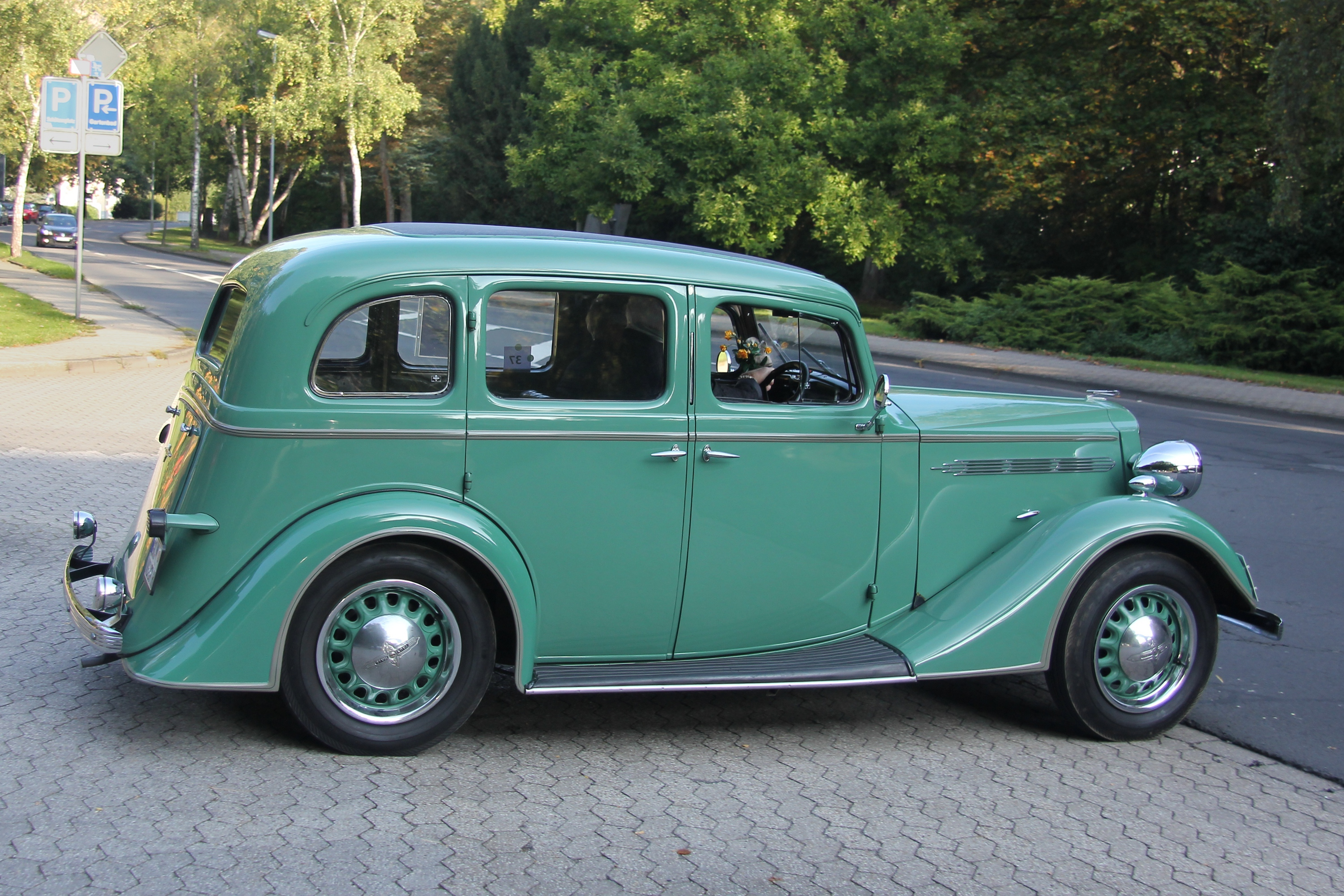
Vauxhall DX 14 HP Saloon, Baujahr 1937, bei der Moselschiefer-Classic 2011

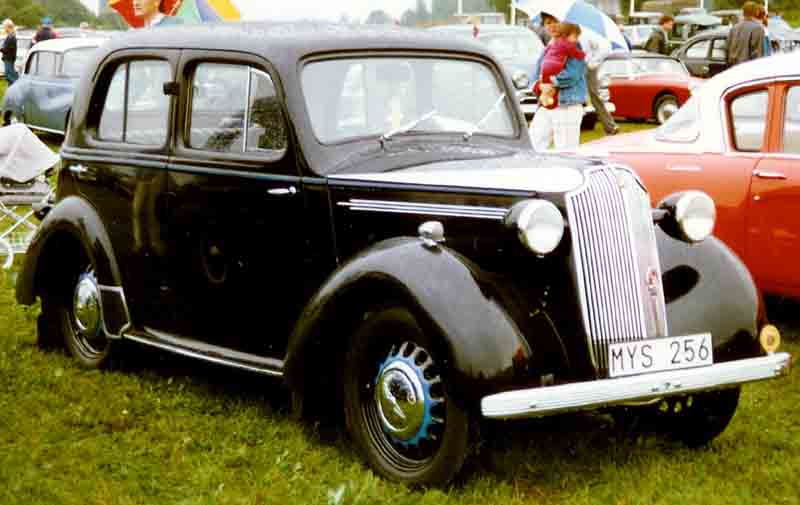
Vauxhall Ten (1938)

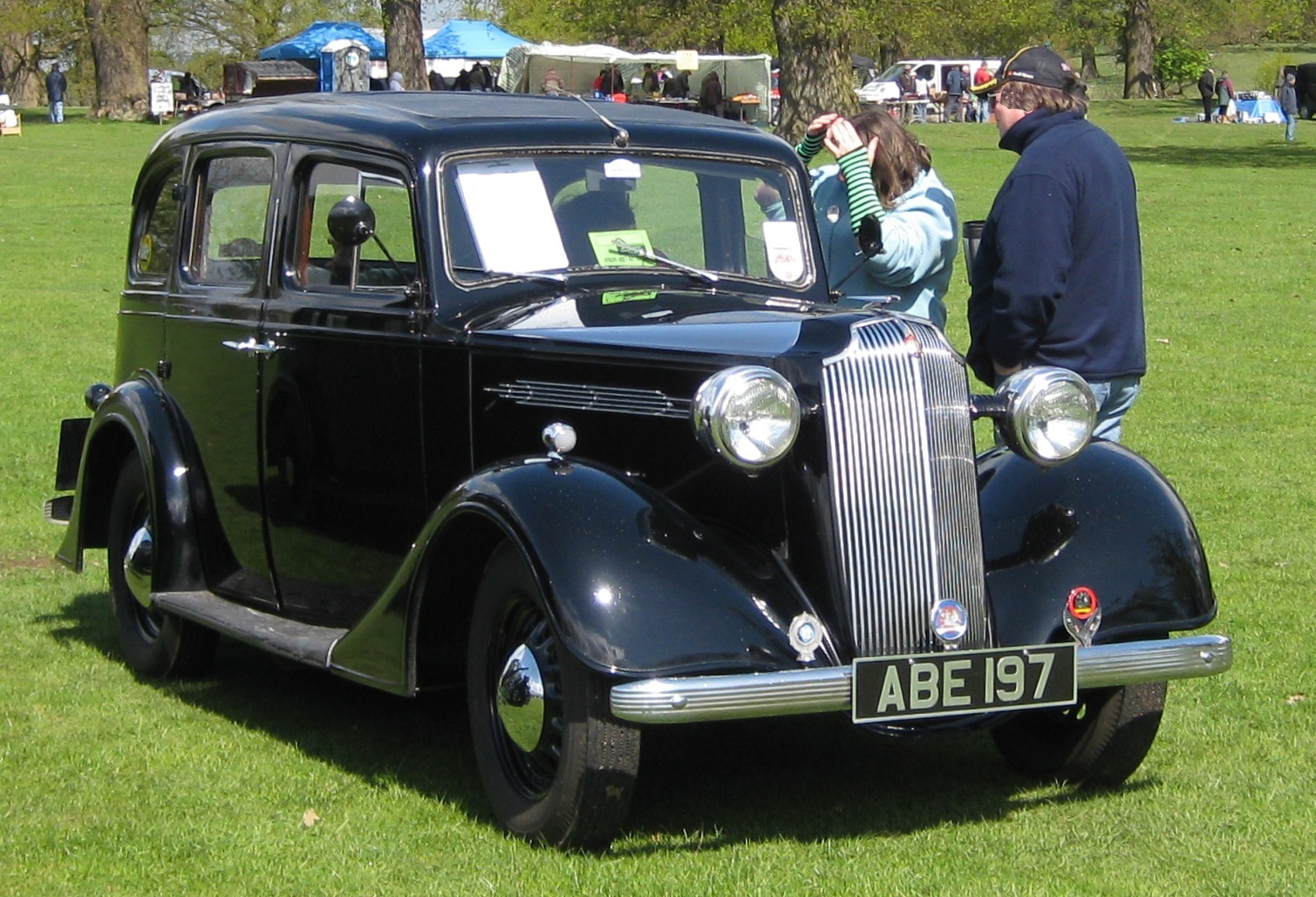
Vauxhall 14/6 (ca. 1947)

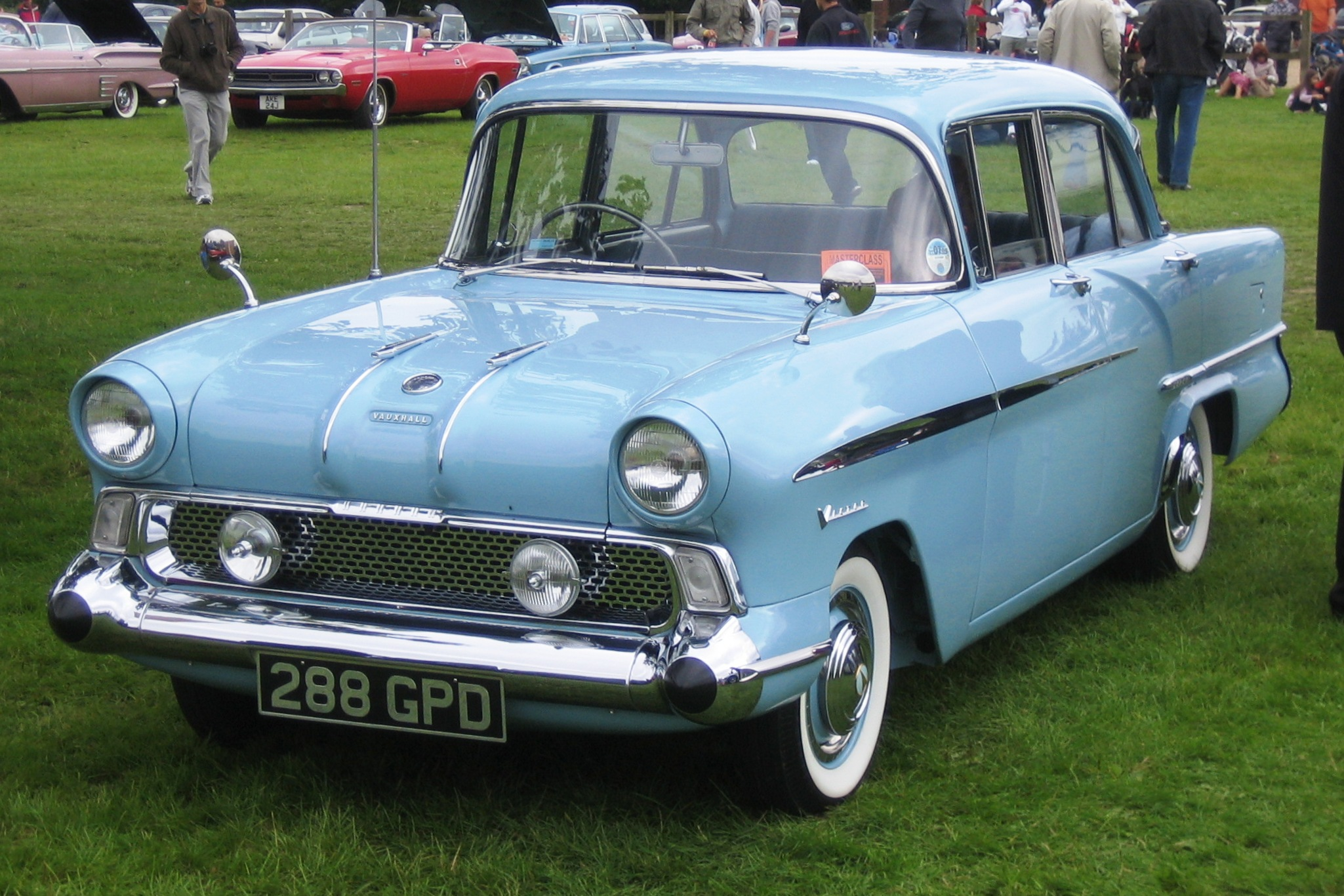
Vauxhall Victor (1958)

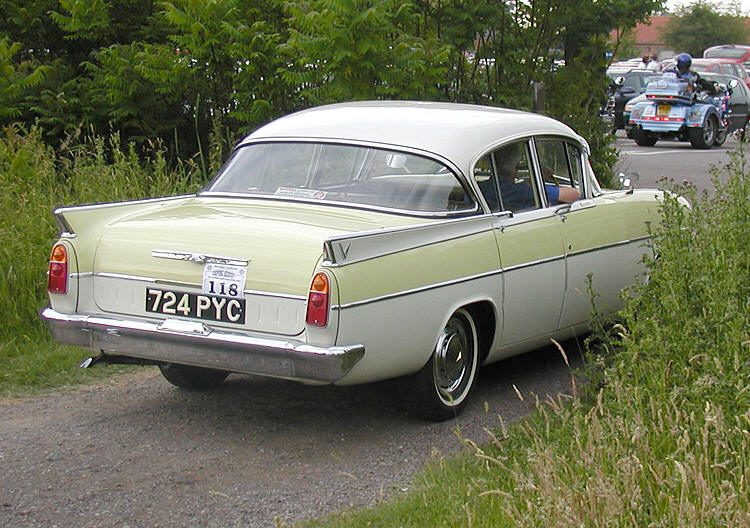
Vauxhall Cresta (1962)

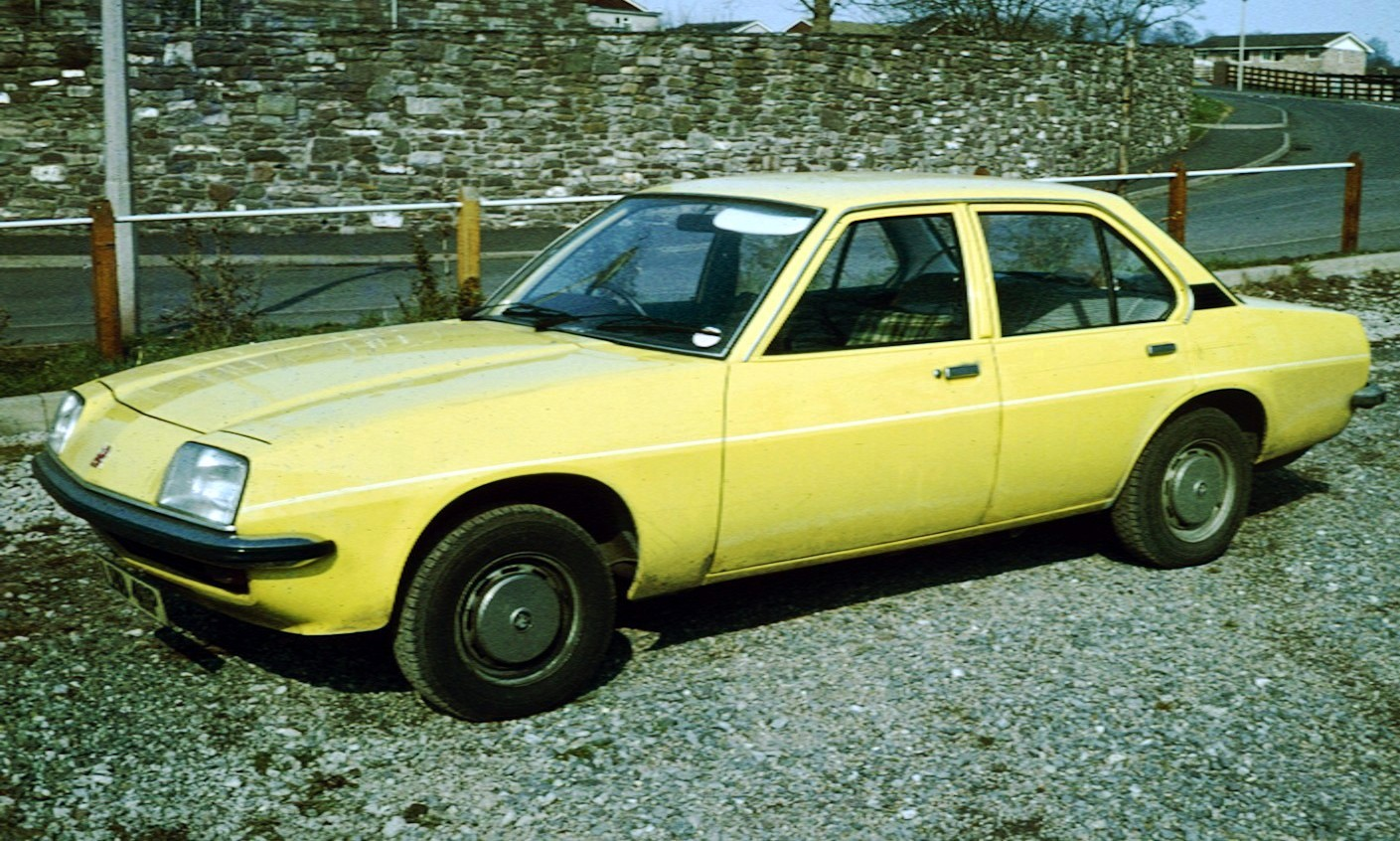
Vauxhall Cavalier (1976)

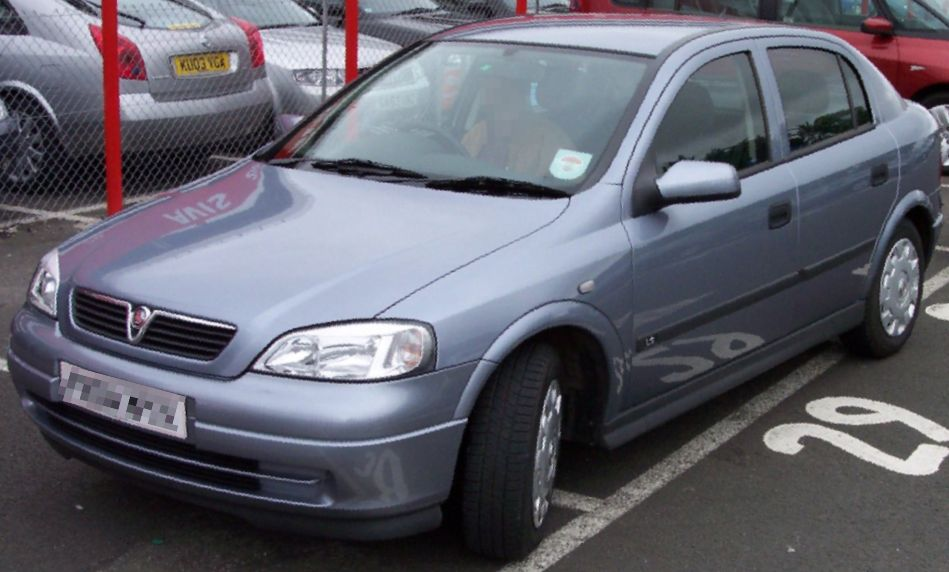
Vauxhall Astra Mk4

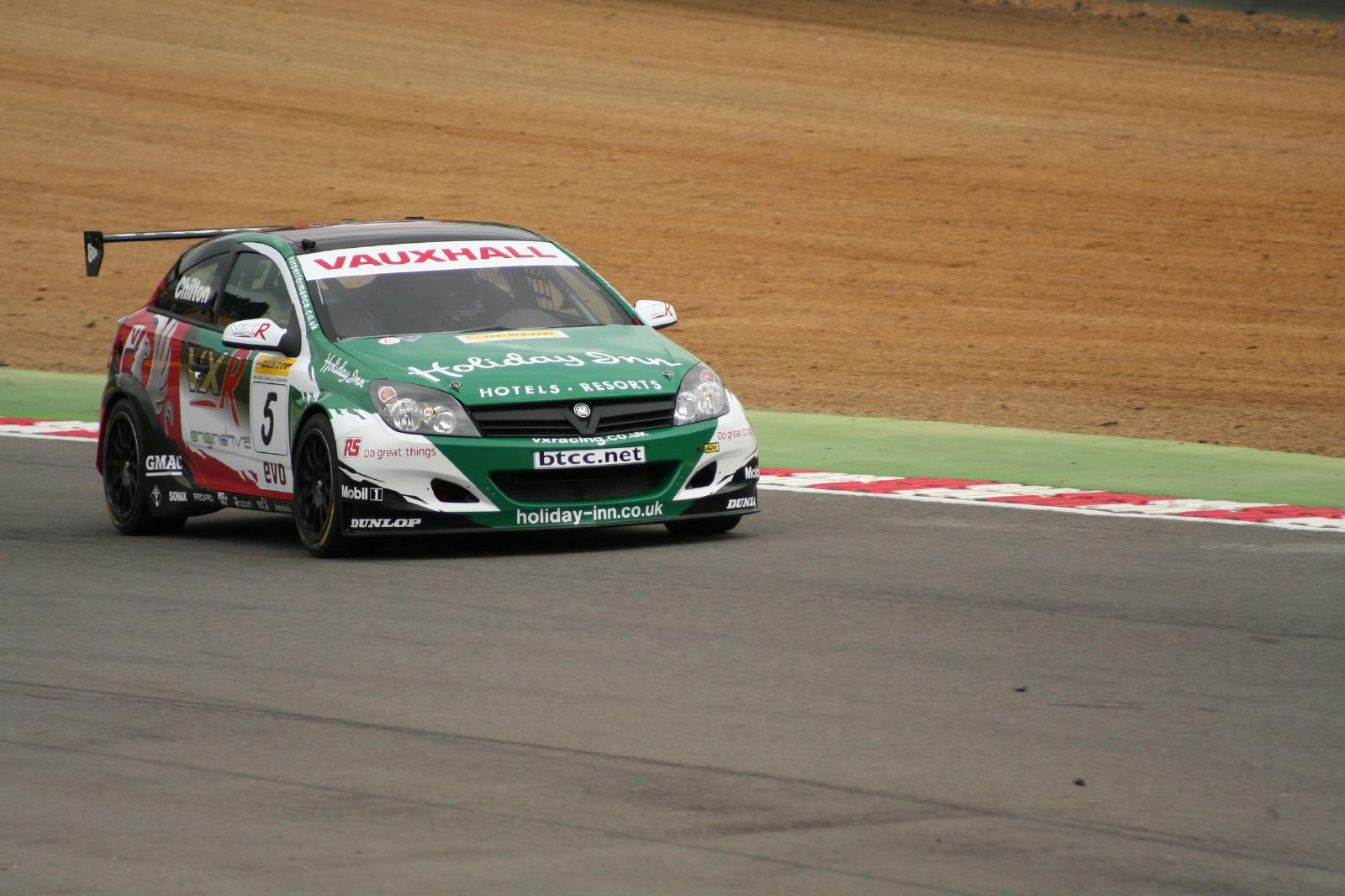
Astra Sport, BTCC 2006

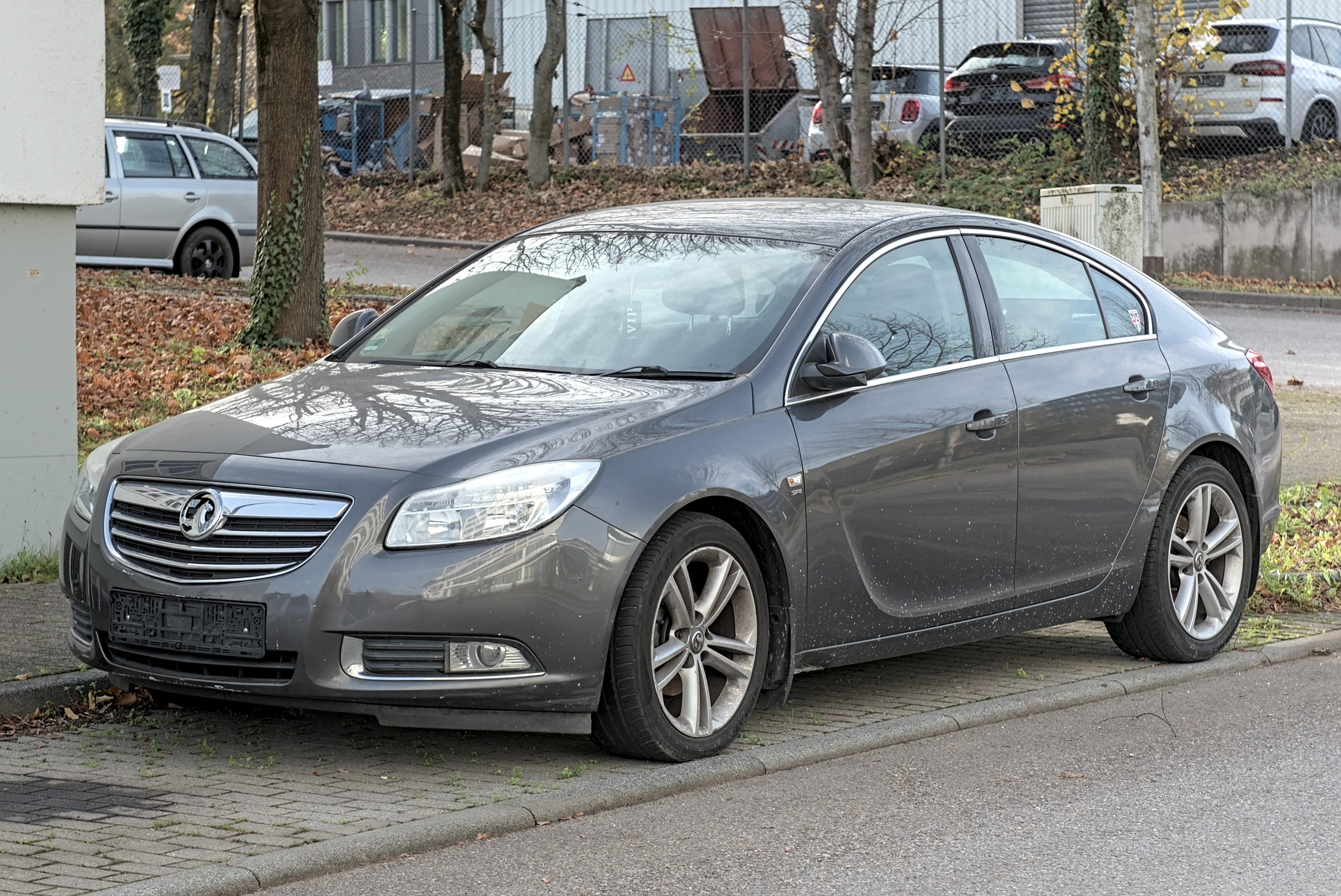
Vauxhall Insignia (2009)

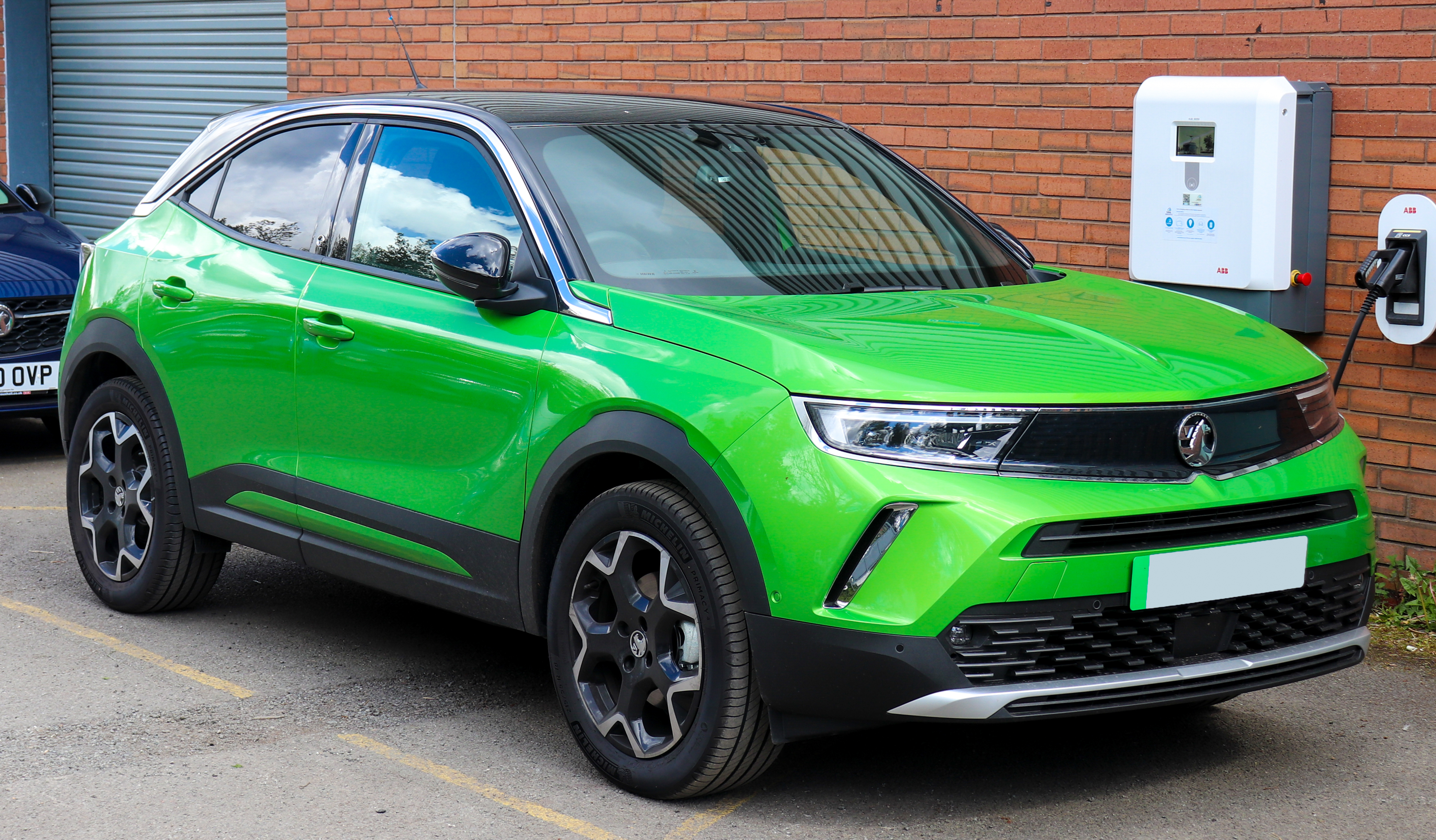
Vauxhall Mokka-e (2021)

### Personenwagen vor dem Ersten Weltkrieg
| Typ                      | Bauzeitraum |
| ------------------------ | ----------- |
| Vauxhall 5 h.p           | 1903+1904   |
| 12/14                    | 1904–1908   |
| 12/16                    | 1906–1910   |
| AO9 „20“                 | 1908–1911   |
| BO9 16                   | 1908–1911   |
| B10 „27“                 | 1910        |
| A11 „20“                 | 1910–1912   |
| B11 „30“                 | 1910–1912   |
| C10 „Prince Henry“       | 1911+1912   |
| S                        | 1912        |
| A12 „20“                 | 1912+1913   |
| E „30/98“                | 1913–1922   |
| C „Prince Henry“         | 1914+1915   |
| A „16/20“                | 1914+1915   |
| B12 „35“                 | 1914–1916   |
| D „25“                   | 1914–1922   |
| Staff Car (Armeeversion) | 1914–1918   |

### Personenwagen vor dem Zweiten Weltkrieg
| Typ                | Bauzeitraum |
| ------------------ | ----------- |
| M „14/40“          | 1922–1927   |
| OD „23/60“         | 1922–1926   |
| OE „30/98“         | 1922–1926   |
| LM                 | 1924–1927   |
| 25/70              | 1925–1927   |
| R „20/60“          | 1927–1929   |
| T                  | 1930+1931   |
| VX, VY Cadet       | 1920–1931   |
| Silent 80          | 1931–1933   |
| ASX, ASY Light Six | 1933–1935   |
| BX, BY Big Six     | 1934–1936   |
| DX „14“, DY „12“   | 1935–1938   |
| GL, GY             | 1935–1938   |
| H „10“, I          | 1937–1940   |

### Personenwagen nach dem Zweiten Weltkrieg
| Typ              | Bauzeitraum                               |
| ---------------- | ----------------------------------------- |
| Adam             | 2012–2019                                 |
| Agila            | 2000–2014                                 |
| Albany           |                                           |
| Antara           | 2007–2015                                 |
| Astra            | seit 1979, verschiedene Serien            |
| Belmont          | 1984–1991, verschiedene Serien            |
| Calibra          | 1989–1997                                 |
| Carlton          | 1978–1994                                 |
| Cavalier         | 1976–1994, verschiedene Serien            |
| Chevette         | 1975–1983                                 |
| Combo            |                                           |
| Corsa            | seit 1993, verschiedene Serien            |
| Cresta           | 1954–1972, verschiedene Serien            |
| Crossland        | 2017–2024                                 |
| Envoy            | 1963–1970                                 |
| Epic             | 1963–1970                                 |
| Equus            | 1978                                      |
| Firenza          | 1970–1975                                 |
| Frontera         | 1991–2004, seit 2024, verschiedene Serien |
| Grandland        | seit 2017, verschiedene Serien            |
| Insignia         | 2008–2022, verschiedene Serien            |
| Magnum           | 1973–1978                                 |
| Manta            | 1970–1987, verschiedene Serien            |
| Meriva           | 2002–2017                                 |
| Monaro           | 2001–2006                                 |
| Mokka            | seit 2012, verschiedene Serien            |
| Monterey         | 1994–1999                                 |
| Monza            | 1983–1993                                 |
| Nova             | 1983–1993                                 |
| Omega            | 1990–2003, verschiedene Serien            |
| Royale           |                                           |
| Signum           | 2004–2008                                 |
| Silver Aero      | 1983                                      |
| Silver Bullet    | 1976                                      |
| Sintra           | 1996–1999                                 |
| SRV              | 1970                                      |
| Tigra            | 1994–2009                                 |
| Vectra           | 1995–2008                                 |
| Velox            | 1948–1965                                 |
| Ventora          | 1968–1975                                 |
| Victor           | 1957–1972, verschiedene Serien            |
| Viceroy          |                                           |
| Viscount         | 1966–1972                                 |
| Viva             | 1963–1979, 2015–2019, verschiedene Serien |
| Vivaro Life      | seit 2019                                 |
| VX 220 & VXR 220 | 2001–2005                                 |
| VX4/90           | 1961–1972                                 |
| VX Lightning     |                                           |
| VXR8             | 2007–2017                                 |
| Wyvern           | 1948–1957                                 |
| Zafira           | 1999–2018                                 |

### Lieferwagen

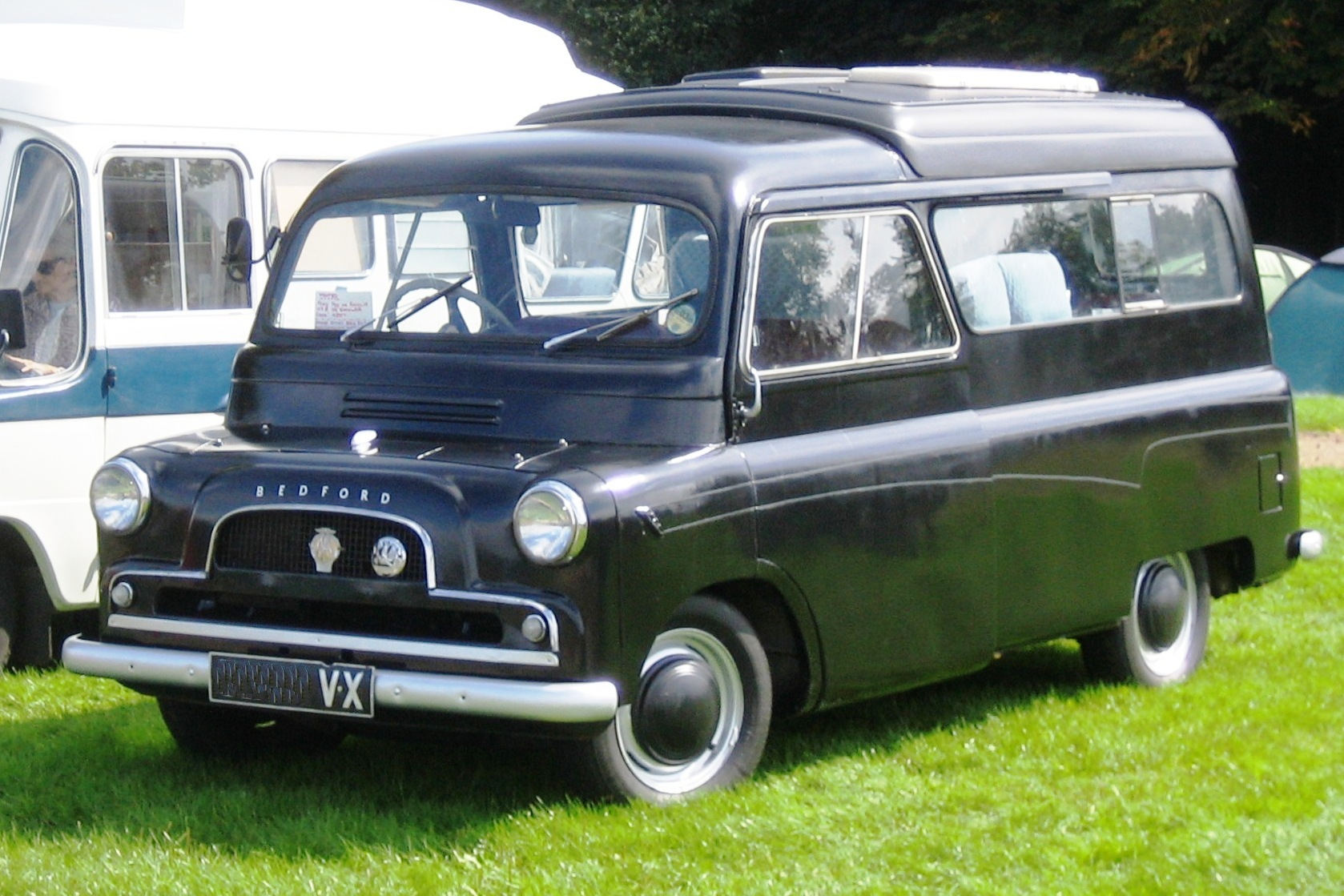
Bedford CA als ‘Dormobile’, Bj. ca. 1959

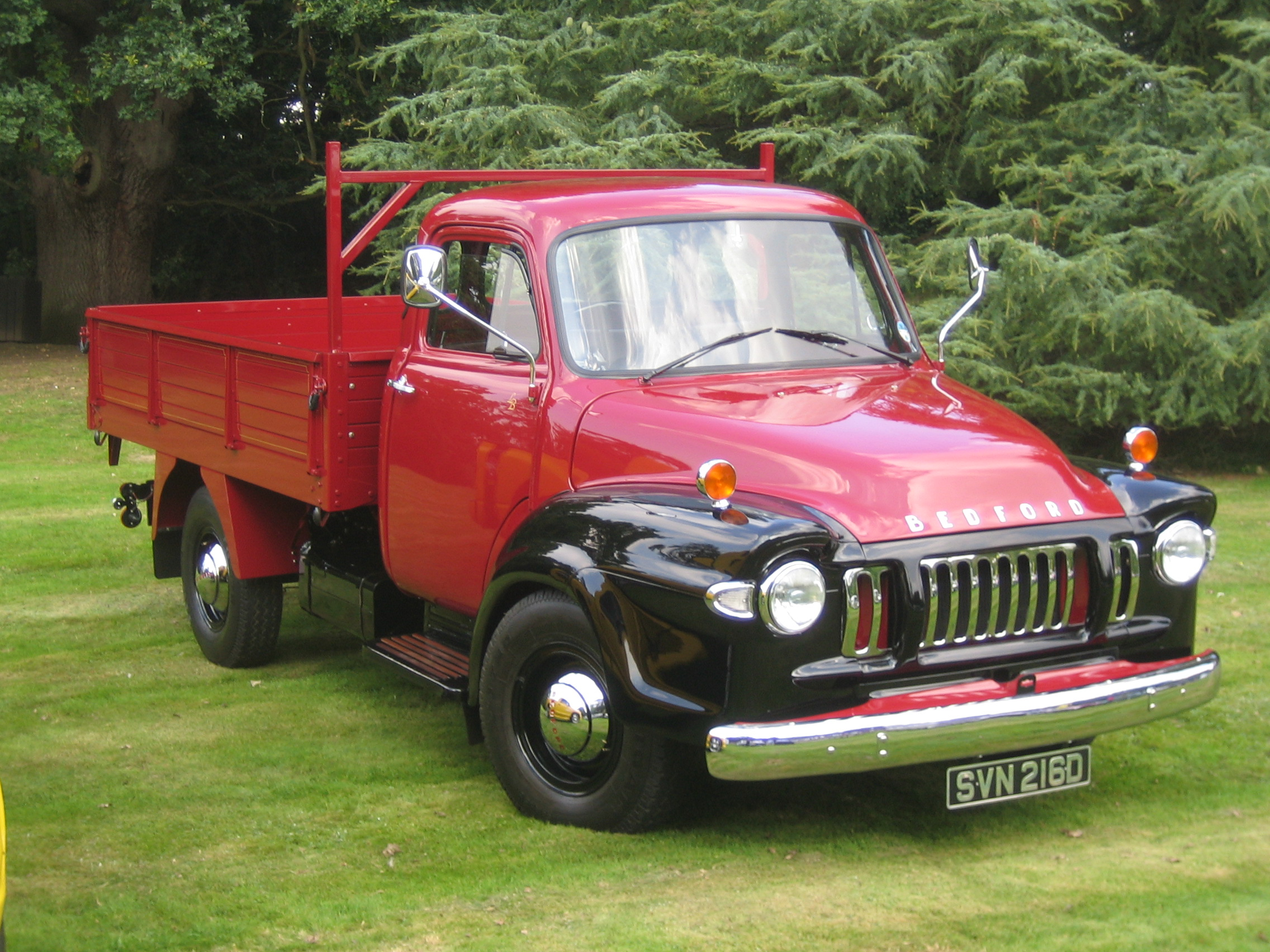
Bedford TJ 1966

| Typ               | Bauzeitraum |
| ----------------- | ----------- |
| Bedford Astramax  |             |
| Bedford Beagle    | 1964–1973   |
| Bedford CA Van    | 1952–1969   |
| Bedford CF Van    |             |
| Bedford Dormobile |             |
| Bedford Midi      |             |
| Bedford Rascal    | 1986–1993   |
| Vauxhall Brava    |             |
| Vauxhall Movano   | seit 1999   |
| Vauxhall Vivaro   | seit 2001   |
| Vauxhall Corsavan |             |
| Vauxhall Astravan |             |
| Vauxhall Combo    |             |